# 迷宮 (泰勒·斯威夫特歌曲)
迷宫是美国创作歌手泰勒·斯威夫特的一首歌曲，收录于她的第十张录音室专辑《午夜》中。这首歌曲由斯威夫特与美国独立乐队歡樂.樂團的主唱杰克·安东诺夫创作和制作。迷宫是一首电子音乐和另类音乐元素突出的低沉的流行舞曲和合成器流行的歌曲，在制作上使用了密集的合成器，低沉的吉他和陷阱音乐和浩室音樂的节拍。斯威夫特在这首歌曲中的音色柔和，在这首歌的绝大多数部分中，她都使用了较高的音调，直到这首歌曲的结尾部分，她的声音才被处理成较低的音调。在歌词中，叙述者表达了对新发现的恋情的焦虑。
在音乐评论家们对《午夜》的评价中，大部分的评论家都称赞了这首歌的迷宫的人声制作，一些音乐评论家还赞扬了这首歌中空灵的音效。这首歌在公告牌百强单曲榜上排名第14位，在公告牌全球二百强单曲榜中排名第12位，并在澳大利亚、加拿大，菲律宾和新加坡的排行榜中名列前二十位。2023年11月9日，斯威夫特在时代巡回演唱会布宜诺斯艾利斯站上首次演唱了这首歌。

## 背景
2022年8月22日，斯威夫特在凭借《回忆太清晰：电影短片》获得2022年MTV音乐视频奖年度视频奖发表感言时宣布了自己的第十张录音室专辑将于当年10月21日发行，不久后，斯威夫特在社交媒体上公布了新专辑的名称《午夜》和专辑封面，但没有立即公开曲目列表。9月6日，斯威夫特在她的Instagram账号上发布了一段名为“《午夜》的制作过程”（The making of Midnights）的视频，在视频中，斯威夫特透露《午夜》将会由美国独立乐队歡樂.樂團的主唱杰克·安东诺夫制作，这位音乐家自《1989》起就开始和斯威夫特合作。9月21日，斯威夫特在她的TikTok账户上发布了名为“午夜的混乱与我”（Midnights Mayhem with Me）的一系列视频，在这一系列视频的每一个视频中，斯威夫特都会公布一首在《午夜》专辑中歌曲的名字。在该系列视频的第十一个视频中，斯威夫特公布了第十首歌曲迷宫的名字。
迷宫由斯威夫特与安东诺夫联合创作，安东诺夫负责编曲，伴唱，以及打击乐器，电吉他和多种合成器（包括穆格合成器，乐兰朱诺-60合成器，穆格MG-1合成器和OB-8合成器）的演奏。安东诺夫和音频工程师劳拉·西斯科（Laura Sisk）在布鲁克林的喀斯特莫高地录音室和纽约的电气佳人录音室录制了这首歌曲，然后由混音工程师瑟班·吉尼亚（Serban Ghenea）在布莱斯·鲍登（Bryce Bordone）的协助下在位于弗吉尼亚州弗吉尼亚比奇的MixStar Studios完成混音，最后由母带工程师兰迪·梅里尔在新泽西州埃奇沃特的Sterling Sound完成母带制作。2022年10月21日，聯眾唱片正式发布了《午夜》，迷宫在标准版十三首的曲目列表中排名第十位。2023年11月9日，斯威夫特在时代巡回演唱会布宜诺斯艾利斯站上用钢琴弹唱了这首歌曲，这是这首歌曲的首次现场演出。

## 作曲和歌词
迷宫总长4分7秒 ，是一首具有突出的电子音乐风格的合成器流行和流行舞曲。这首歌曲采用极简风格，并融入了Dubstep风格的低音，陷阱音乐和浩室音乐的节拍，滤波的合成器音调，微妙的吉他和一种类似風琴的乐器声。尾声部分由重复的反问句组成，直至歌曲结束。